# Sòrdons
Els sòrdons (llatí: Sordŏnes) foren un poble iber de la Gàl·lia, que ocupaven el territori que ocupa avui en dia el Rosselló. Si bé habitaven la Gàl·lia (els geògrafs antics consideraven que la frontera entre la Gàl·lia i Hispània/Ibèria era l'Albera), ja els antics els consideraren un poble ibèric, fet que confirmen l'arqueologia i l'epigrafia, atès que llur cultura material és netament ibèrica i el territori és farcit d'inscripcions en ibèric, com també és ibèrica l'antroponímia i bona part de la toponímia de la zona. Limitaven al nord amb els elísics i els volques tectòsages, a ponent amb els ceretans i al sud amb els indígets.
Apareixen per primer cop als geògrafs antics Pomponi Mela i Plini el Vell, qui els situen entre els rius Tecum (el Tec), Tetis (la Tet) i Vernodubrum (l'Aglí), al sud de Leucata i les Salsulae fons (les fonts de l'estany de Salses) i al nord de l'Albera. Entre les seves ciutats principals hi inclouen Ruscino i Illiberi (avui Elna), a més del Portus Veneris ('el Port de Venus', avui en dia Portvendres) i Cervaria (Cervera de la Marenda). Les fonts tardanes (Julià de Toledo i el geògraf de Ravenna) esmenten també el port de Caucoliberi (avui Cotlliure), que probablement ja devia existir a l'antiguitat a jutjar pel caràcter ibèric del topònim. Més tard, Aviè també els menciona, sota el nom de Sordus populus, i menciona un riu Sordus, que es podria identificar amb qualsevol dels tres dits anteriorment.
Hom ha proposat que els surdàons mencionats per Plini fossin, en origen, un grup de sòrdons emigrats a la plana del Segre per la pressió exercida del nord dels celtes.